# Louis Mennini
Louis Alfred Mennini (født 18. november 1920 i Erie, Pennsylvanien, død 22. februar 2000 i Florida, USA ) var en amerikansk komponist og musikpædagog af italiensk afstamning.
Mennini, som var bror til komponisten Peter Mennin, studerede komposition på Eastman School of Music hos bl.a. Howard Hanson.
Han har skrevet 2 symfonier, orkesterværker, 2 operaer, en ballet, korværker, en strygekvartet, en messe, sange, klaverstykker etc. Mennini grundlagde North Carolina School of the Arts (1965) og underviste på flere andre musikkonservatorier i USA.

## Udvalgte værker
- Symfoni nr. 1 (19?) - for orkester
- Symfoni nr. 2 "Da Festa" (19?) - for orkester
- Arioso (19?)  – for strygeorkester
- Lille overture (19?) – for orkester
- Cantelina (19?) – for orkester
- Andante (19?) – for orkester